# Claoxylon rubrivenium
Claoxylon rubrivenium är en törelväxtart som beskrevs av Ferdinand Albin Pax och Käthe Hoffmann. Claoxylon rubrivenium ingår i släktet Claoxylon och familjen törelväxter. Inga underarter finns listade i Catalogue of Life.